# Corylus maxima purpurea
Le Corylus maxima purpurea, aussi appelé noisetier pourpre, est une variété de noisetier. Il diffère du noisetier commun , non seulement par la couleur de ses feuilles rouges, pourpre, mais aussi par la forme des fruits, plus allongés et dont l’involucre dépasse le bout de la noisette.

## Description
Corylus maxima purpurea, également appelé noisetier pourpre, est un grand arbuste pour tout sol bien drainé, avec un feuillage pourpre profond. Ses noisettes sont allongées, dans un involucre fermé deux fois plus long qu'elles. Il se plaît en lieu partiellement ombragé. Il peut atteindre 6 m de haut et 5 m de large.